# Golden Pass
Golden Pass är ett bergspass i Antarktis. Det ligger i Västantarktis. Argentina, Chile och Storbritannien gör anspråk på området. Golden Pass ligger 1 250 meter över havet.
Terrängen runt Golden Pass är kuperad västerut, men österut är den bergig.  Trakten är obefolkad. Det finns inga samhällen i närheten.